# جامعة بتروناس
جامعة بتروناس للتكنولوجيا هي جامعة ماليزية شبه حكومية ترجع ملكيتها لشركة النفط الماليزية الوطنية بتروناس المملوكة من طرف الحكومة.
أنشئت الجامعة في العاشر من يناير من العام 1997 بعد دعوة من طرف الحكومة الماليزية لشركة النفط الوطنية بتروناس لإنشاء جامعة للتكنولوجيا. يقع مبنى الجامعة الرئيسي في ولاية علي بعد 30 كم من مدينة إيبوه عاصمة ولاية بيراك الماليزية. عين رئيسا الوزراء الماليزي الأسبق مهاتير محمد رئيسا للجامعة في الأول من إبريل من العام 2004.

## التعليم والبحث العلمي
توفر جامعة بتروناس كل من تخصصات باكالوريوس هندسة البترول والهندسة الكهربائية والهندسة الميكانيكية والهندسة المدنية والهندسة الكيميائية علي مدي خمس سنوات. كما توفر أيضا التخصصات الغير هندسية وهي: باكالوريوس علوم الجيولوجيا علي مدي خمس سنوات وعلوم الحاسوب وعلوم أنظمة الإدارة، كل علي مدي أربع سنوات ونصف.
توفر جامعة بتروناس كذالك الدراسات العليا (الماجستير والدكتوراه) في كل التخصصات السابقة. وتسعى جامعة بتروناس جاهدة من أجل أن تحوز علي صفة جامعة بحث (research university).
حازت بتروناس علي تصنيف تاير 5 المساوي لجامعة ممتازة في نظام تصنيف الجامعات الماليزية الذي أصدرته وزارة التعليم العالي الوطني الماليزية في العام 2009.
يشكل الطلبة والباحثون الأجانب خمس الطلبة والباحثين المتواجدين في جامعة بتروناس، كما يشكل الطلبة العرب جزءا كبيرا من الطلبة الأجانب المتواجدين في الجامعة.